# Comuna Ișkiv, Kozova
Ișkiv (în ucraineană Ішків) este o comună în raionul Kozova, regiunea Ternopil, Ucraina, formată din satele Dvorîșce, Ișkiv (reședința) și Rosohuvateț.

## Demografie
Componența lingvistică a comunei Ișkiv
     Ucraineană (99,69%)
     Alte limbi (0,31%)
Conform recensământului din 2001, majoritatea populației comunei Ișkiv era vorbitoare de ucraineană (99,69%), existând în minoritate și vorbitori de alte limbi.